# Varennes (Haute-Garonne)
Varennes település Franciaországban, Haute-Garonne megyében. Lakosainak száma 256 fő (2022. január 1.). Varennes Mourvilles-Basses, Labastide-Beauvoir, Mauremont, Saint-Germier és Trébons-sur-la-Grasse községekkel határos.

## Népesség
A település népessége az elmúlt években az alábbi módon változott:
| Lakosok száma | 93   | 125  | 156  | 247  | 257  | 263  | 271  | 272  | 267  | 256  |
|               | 1968 | 1982 | 1990 | 2006 | 2013 | 2015 | 2017 | 2019 | 2020 | 2022 |